# Luis Bagaría
Luis Bagaría Bou (Barcelona, 29 de agosto de 1882-La Habana, 26 de junio de 1940) fue uno de los principales caricaturistas españoles de la primera mitad del siglo XX.

## Biografía

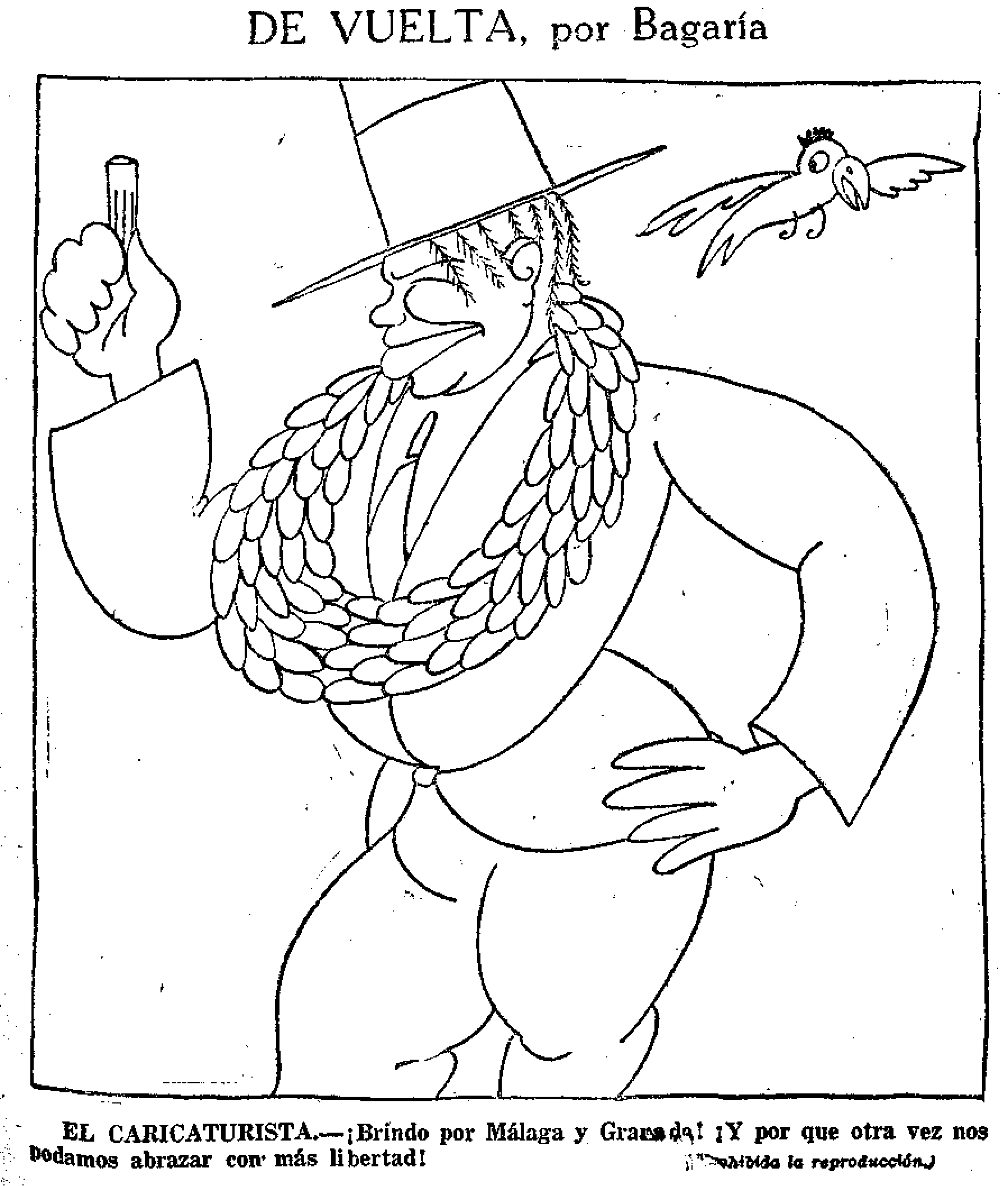
Autocaricatura en El Sol (1923)

Considerado un renovador del género por sus trazos sintéticos y expresivos que publicó en la prensa catalana (hasta 1912) y madrileña (hasta 1936).
En Madrid comenzó trabajando para La Tribuna. Se convirtió en una de las principales firmas de la revista España y el diario El Sol, además de colaborar en Crisol y Luz. Al estallar la guerra civil regresó a Barcelona para dibujar en el diario La Vanguardia.
Cofundador el 11 de febrero de 1933 de la Asociación de Amigos de la Unión Soviética, creada en unos tiempos en que la derecha sostenía un tono condenatorio en relación con los relatos sobre las conquistas y los problemas del socialismo en la Unión Soviética. 
Se exilió en París y en La Habana, a donde llegó gracias a la ayuda de la escritora Flora Díaz Parrado, y donde falleció a los pocos meses de su llegada. 